# テオ・テアルド
テオ・テアルド（Teho Teardo、1966年9月19日 - ）は、イタリアのミュージシャン、作曲家。
彼はロック・バンド「Meathead」の創設メンバーである。1990年代にはミック・ハリス、ジム・コールマン、リディア・ランチとコラボレーションを行った。その後、スコット・マクラウド（ガールズ・アゲインスト・ボーイズ）とともに「Operator」と呼ばれる新しいプロジェクトを開始した。彼らは一緒に2003年に『Welcome to the Wonderful World』というタイトルのアルバムをリリースし、プラシーボとともにツアーを行った。2006年にはエリック・フリードランダーとともにピエル・パオロ・パゾリーニの詩にインスピレーションを得たアルバムを制作した。2013年になると、ブリクサ・バーゲルトとの実りあるコラボレーションを開始し、現在までに4枚のアルバムをリリースしている。
テアルドは、ガブリエレ・サルヴァトレス監督の『Denti』、パオロ・ソレンティーノ監督の『The Family Friend』や『イル・ディーヴォ 魔王と呼ばれた男』など、数多くのイタリア映画の音楽を作曲してきた。『Denti』では、イタリア文化大臣から品質賞を受賞している。『イル・ディーヴォ 魔王と呼ばれた男』のサウンドトラックにより、テアルドは、2009年にダヴィッド・ディ・ドナテッロ賞を受賞した。
ローマに在住しており、その地で働いている。

## ディスコグラフィ

### ソロ・アルバム
- Caught from Behind (1984年) ※M.T.T. Mauro Teho Teardo名義
- Paid in Full (1988年)
- Tower/Microphone (2005年)
- Music For Wilder Mann (2013年)
- Ballyturk (2014年)
- Le Retour À La Raison (2015年)
- Grief Is The Thing With Feathers (2019年)
- Ellipses Dans L’Harmonie (Lumi Al Buio) (2020年)

### コラボレート・アルバム
- Same Here (1996年) ※Matera名義 with ミック・ハリス
- Brooklyn Bank (1997年) ※Here名義 with J・F・コールマン
- Welcome to the Wonderful World (2003年) ※Operator名義 with スコット・マクラウド
- Giorni Rubati (2006年) ※with エリック・フリードランダー
- Excellent Swimmer (2006年) ※ Modern Institute名義 with マルティナ・ベルトーニ
- Still Smiling (2013年) ※with ブリクサ・バーゲルト
- Spring (2014年) ※with ブリクサ・バーゲルト
- Nerissimo (2016年) ※with ブリクサ・バーゲルト
- Fall (2017年) ※with ブリクサ・バーゲルト

### サウンドトラック・アルバム
- Lavorare Con Lentezza (2004年)
- L'Amico Di Famiglia (2006年)
- La Ragazza Del Lago (2007年) ※映画『湖のほとりで』サントラ
- Voce Del Verbo Amore (2007年)
- Il Divo (2008年) ※映画『イル・ディーヴォ 魔王と呼ばれた男』サントラ
- La Rabbia (2008年)
- Il Passato E' Una Terra Straniera (2008年)
- Una Vita Tranquilla (2010年) ※映画『穏やかな暮らし』サントラ
- Diaz (2012年) ※with バラネスク・カルテット